# Basiliola elongata
Basiliola elongata är en armfotingsart som beskrevs av Cooper 1959. Basiliola elongata ingår i släktet Basiliola och familjen Basiliolidae. Inga underarter finns listade i Catalogue of Life.